# Lingolsheim
Cet article possède un paronyme, voir Ingolsheim.
Lingolsheim (prononcé en français : [liŋ(ɡ)ɔlsaim]  ; Lingelse en alsacien) est une commune française située dans  la circonscription administrative du Bas-Rhin et, depuis le 1er janvier 2021, dans le territoire de la Collectivité européenne d'Alsace, en région Grand Est, au sud-ouest de Strasbourg. Elle fait partie de l'Eurométropole de Strasbourg.
Cette commune se trouve dans la région historique et culturelle d'Alsace.

## Géographie

### Localisation
Elle est accolée à Strasbourg (quartier de la Montagne Verte) et aux villes d'Eckbolsheim, d'Entzheim, de Geispolsheim, d'Holtzheim et d'Ostwald qui font comme elle partie de l'Eurométropole de Strasbourg.
|           | Eckbolsheim  | Strasbourg |
| Holtzheim | Lingolsheim  | Ostwald    |
| Entzheim  | Geispolsheim |            |

### Transports

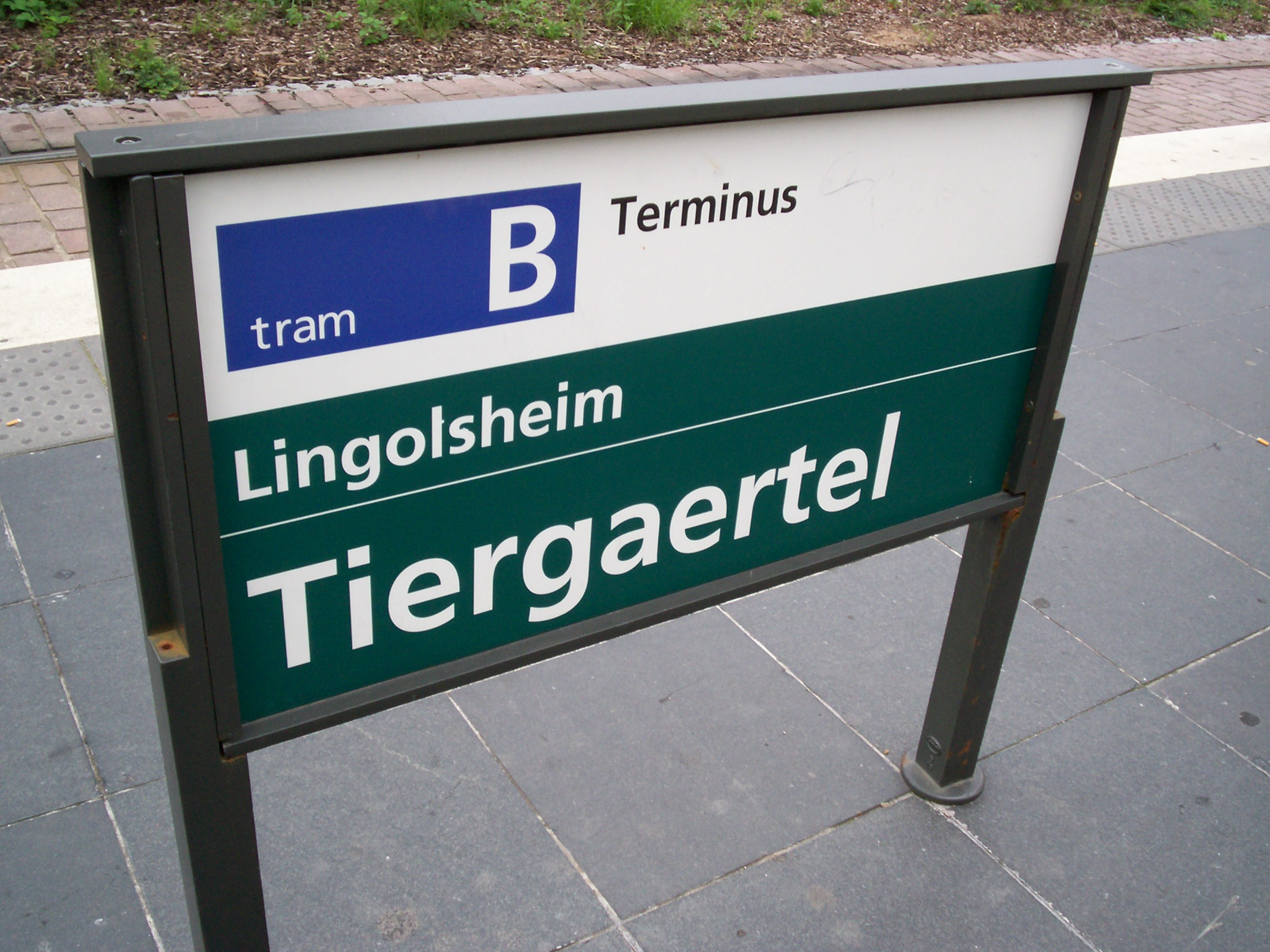
Arrêt Lingolsheim Tiergaertel de la ligne B du tramway de Strasbourg.

- Transports en commun : la commune est desservie par la ligne de train Strasbourg-Molsheim-Sélestat à la gare de Lingolsheim, par la ligne B du tramway strasbourgeois ainsi que par les bus de la compagnie des transports strasbourgeois no C1, 12, 13, 22, 45 et 64.
- Route : Lingolsheim est située dans la banlieue ouest/sud-ouest de l'agglomération strasbourgeoise et est accessible de Strasbourg par l’autoroute A35 (via la sortie no 4 "Porte de Schirmeck" et la D 392/Route de Schirmeck ou via la sortie no 6 "La Vigie" au niveau de l'Échangeur de la Vigie et la D 222), et par les routes départementales 222, 392 (portant le nom de "route de Schirmeck" en venant de Strasbourg) et 445.
- Aérien : elle est située à 5 km de l’aéroport de Strasbourg Entzheim.

### Hydrographie

#### Réseau hydrographique
La commune est dans le bassin versant du Rhin au sein du bassin Rhin-Meuse. Elle est drainée par le ruisseau de la Ballastiere et le ruisseau d'Ostwald,.

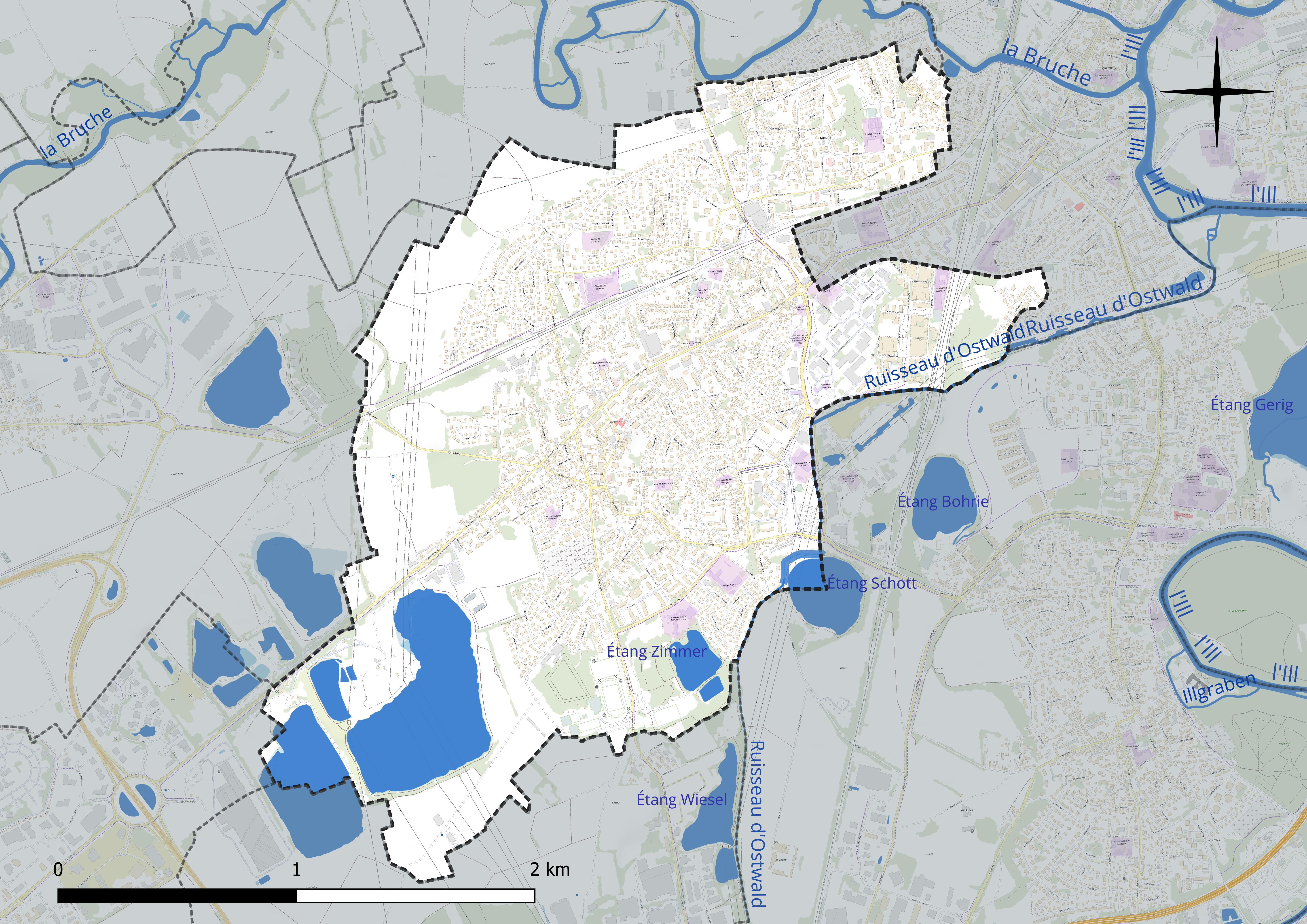
Réseau hydrographique de Lingolsheim.

Deux plans d'eau complètent le réseau hydrographique : l'étang Schott, d'une superficie totale de 7,7 ha (1,6 ha sur la commune) et l'étang Zimmer (3,3 ha),.

#### Gestion et qualité des eaux
Le territoire communal est couvert par le schéma d'aménagement et de gestion des eaux (SAGE) « Ill Nappe Rhin ». Ce document de planification concerne la nappe phréatique rhénane, les cours d'eau de la plaine d'Alsace et du piémont oriental du Sundgau, les canaux situés entre l'Ill et le Rhin et les zones humides de la plaine d'Alsace. Le périmètre s’étend sur 3 596 km2. Il a été approuvé le 17 janvier 2005. La structure porteuse de l'élaboration et de la mise en œuvre est la région Grand Est. 
La qualité des cours d’eau peut être consultée sur un site dédié géré par les agences de l’eau et l’Agence française pour la biodiversité. 

### Climat
Pour des articles plus généraux, voir Climat du Grand Est et Climat du Bas-Rhin.
En 2010, le climat de la commune est de type climat des marges montargnardes, selon une étude du Centre national de la recherche scientifique s'appuyant sur une série de données couvrant la période 1971-2000. En 2020, Météo-France publie une typologie des climats de la France métropolitaine dans laquelle la commune est exposée à un climat semi-continental et est dans la région climatique  Alsace, caractérisée par une pluviométrie faible, particulièrement en automne et en hiver, un été chaud et bien ensoleillé, une humidité de l’air basse au printemps et en été, des vents faibles et des brouillards fréquents en automne (25 à 30 jours). 
Pour la période 1971-2000, la température annuelle moyenne est de 10,6 °C, avec une amplitude thermique annuelle de 17,9 °C. Le cumul annuel moyen de précipitations est de 605 mm, avec 8,2 jours de précipitations en janvier et 9,9 jours en juillet. Pour la période 1991-2020, la température moyenne annuelle observée sur la station météorologique de Météo-France la plus proche, « Strasbourg-Entzheim », sur la commune d'Entzheim à 4 km à vol d'oiseau, est de 11,4 °C et le cumul annuel moyen de précipitations est de 635,7 mm. 
La température maximale relevée sur cette station est de 38,9 °C, atteinte le 25 juillet 2019 ; la température minimale est de −23,6 °C, atteinte le 23 janvier 1942,,. 
| Mois                                  | jan.             | fév.             | mars             | avril           | mai             | juin           | jui.           | août           | sep.            | oct.            | nov.             | déc.             | année      |
| ------------------------------------- | ---------------- | ---------------- | ---------------- | --------------- | --------------- | -------------- | -------------- | -------------- | --------------- | --------------- | ---------------- | ---------------- | ---------- |
| Température minimale moyenne (°C)     | −0,2             | 0                | 2,6              | 5,7             | 10,1            | 13,4           | 14,9           | 14,5           | 10,7            | 7,2             | 3,3              | 0,8              | 6,9        |
| Température moyenne (°C)              | 2,5              | 3,6              | 7,4              | 11,3            | 15,5            | 18,9           | 20,6           | 20,3           | 16,1            | 11,5            | 6,3              | 3,3              | 11,4       |
| Température maximale moyenne (°C)     | 5,2              | 7,3              | 12,1             | 17              | 20,9            | 24,4           | 26,4           | 26,1           | 21,6            | 15,8            | 9,4              | 5,9              | 16         |
| Record de froid (°C) date du record   | −23,6 23.01.1942 | −22,3 15.02.1929 | −16,7 04.03.1965 | −5,6 21.04.1938 | −2,4 11.05.1953 | 1,1 02.06.1936 | 4,9 07.07.1961 | 4,8 30.08.1998 | −1,3 27.09.1943 | −7,6 31.10.1950 | −10,8 30.11.1973 | −23,4 23.12.1938 | −23,6 1942 |
| Record de chaleur (°C) date du record | 17,5 10.01.1991  | 21,1 25.02.21    | 26,3 31.03.21    | 30 22.04.18     | 34,6 20.05.22   | 38,8 30.06.19  | 38,9 25.07.19  | 38,7 07.08.15  | 33,4 11.09.23   | 31 13.10.23     | 22,1 18.11.1926  | 18,6 31.12.22    | 38,9 2019  |
| Ensoleillement (h)                    | 555              | 858              | 1 464            | 1 869           | 2 091           | 2 264          | 2 397          | 2 242          | 1 735           | 1 004           | 552              | 442              | 17 473     |
| Précipitations (mm)                   | 35,4             | 34,1             | 38,6             | 41,8            | 77,2            | 68,5           | 71,9           | 61,3           | 54,6            | 59,5            | 47,6             | 45,2             | 635,7      |

| Diagramme climatique                                  |          |             |           |              |              |              |              |              |             |            |            |
| J                                                     | F        | M           | A         | M            | J            | J            | A            | S            | O           | N          | D          |
| 5,2−0,235,4                                           | 7,3034,1 | 12,12,638,6 | 175,741,8 | 20,910,177,2 | 24,413,468,5 | 26,414,971,9 | 26,114,561,3 | 21,610,754,6 | 15,87,259,5 | 9,43,347,6 | 5,90,845,2 |
| Moyennes : • Temp. maxi et mini °C • Précipitation mm |          |             |           |              |              |              |              |              |             |            |            |

Les paramètres climatiques de la commune ont été estimés pour le milieu du siècle (2041-2070) selon différents scénarios d'émission de gaz à effet de serre à partir des nouvelles projections climatiques de référence DRIAS-2020. Ils sont consultables sur un site dédié publié par Météo-France en novembre 2022.

## Urbanisme

### Typologie
Au 1er janvier 2024, Lingolsheim est catégorisée grand centre urbain, selon la nouvelle grille communale de densité à sept niveaux définie par l'Insee en 2022.
Elle appartient à l'unité urbaine de Strasbourg (partie française), une agglomération internationale regroupant 23 communes, dont elle est une commune de la banlieue,,. Par ailleurs la commune fait partie de l'aire d'attraction de Strasbourg (partie française), dont elle est une commune du pôle principal,. Cette aire, qui regroupe 268 communes, est catégorisée dans les aires de 700 000 habitants ou plus (hors Paris),.

### Occupation des sols
L'occupation des sols de la commune, telle qu'elle ressort de la base de données européenne d’occupation biophysique des sols Corine Land Cover (CLC), est marquée par l'importance des territoires artificialisés (75,9 % en 2018), en augmentation par rapport à 1990 (74,7 %). La répartition détaillée en 2018 est la suivante : zones urbanisées (57,4 %), terres arables (15,4 %), zones industrielles ou commerciales et réseaux de communication (8,6 %), eaux continentales (8,1 %), espaces verts artificialisés, non agricoles (5,4 %), mines, décharges et chantiers (4,5 %), prairies (0,5 %), milieux à végétation arbustive et/ou herbacée (0,2 %). L'évolution de l’occupation des sols de la commune et de ses infrastructures peut être observée sur les différentes représentations cartographiques du territoire : la carte de Cassini (XVIIIe siècle), la carte d'état-major (1820-1866) et les cartes ou photos aériennes de l'IGN pour la période actuelle (1950 à aujourd'hui).

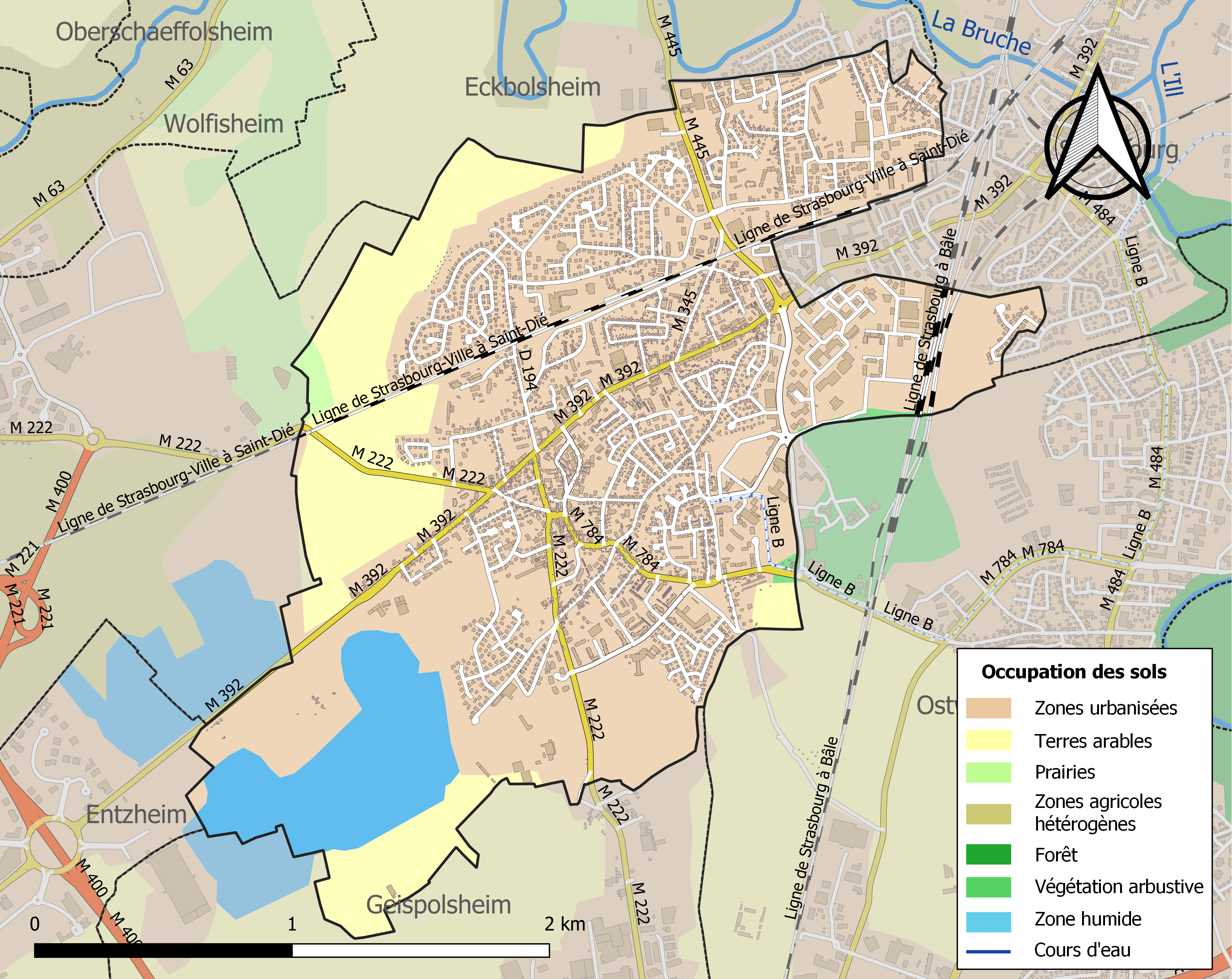
Carte des infrastructures et de l'occupation des sols de la commune en 2018 (CLC).

## Toponymie
"Lingolsheim" est composé comme la plupart des noms de localités alsaciennes (et une importante partie des localités allemandes) du suffixe germanique -heim, traduisible par "maison" ou "foyer". La dénomination de ce qui est aujourd'hui Lingolsheim a changé plusieurs fois au cours de l'histoire, mais a toujours gardé la même structure : Lingolsvesheim (1224), Lingolsvisheim, Lingolslzheim pour aboutir à Lingolsheim (1620). Pour ce qui est de l'origine de "lingo", les avis sont partagés. Un avant poste romain se trouvait vraisemblablement à l'endroit de la ville, sur la route vers Argentoratum. Ce camp portait le nom de "Castium in Ligno", traduit par "Le baraquement dans le bois", "ligno" signifiant bois. Les peuples germains pourraient ainsi avoir repris "ligno" du nom romain de l'endroit et y ajouter leur suffixe -heim et ainsi signifier qu'ils y ont élu foyer. L'autre explication, tout aussi vraisemblable, est que "lingols" fait référence à un nom de personne : Lingo, Linko, Lingolf, Lingol, etc. Le "s" rappelle aussi le génitif allemand. Ainsi Lingolsheim est traduisible par "La maison de Lingo/Linko/Lingolf/Lingol, etc.".

## Histoire

### Préhistoire
Le site préhistorique de Lingolsheim est d'une grande richesse. Les archéologues ont découvert de nombreuses nécropoles nous renseignant non seulement sur les rites funéraires, mais également sur les populations et leurs traditions. Toutes les périodes sont représentées : Paléolithique, Néolithique ou encore âge du bronze.
L’abondance des vestiges retrouvés entre 1910 et 1936 par l’archéologue Robert Forrer, ancien directeur du Musée archéologique de Strasbourg, s’explique par l’exploitation des sous-sols par les nombreuses sablières de Lingolsheim et des environs.

### Des Romains au XIXe siècle
Si les vestiges de l’époque romaine sont rares, ceux du haut Moyen Âge sont plus nombreux. Un cimetière mérovingien a livré huit tombes datant des VIe et VIIe siècles apr. J.-C.
Le nom de la ville est mentionné pour la première fois sous le nom de Lingolsvesheim au XIIe siècle, transformé en Lingolsvisheim ou encore Lingolslzheim. C’est en 1620 qu’apparaît le nom Lingolsheim. Sur la carte de Cassini, au XVIIIe siècle, la ville est cependant nommée Lingelsheim.
Au Moyen Âge, le village fut victime de la guerre des Paysans de 1525 et de deux incendies qui détruisirent tout sur leur passage, le premier en 1621 lors de la guerre de Trente Ans, le second lors de la bataille d’Entzheim en 1674.
Le village connut également son heure de gloire à partir du XVe siècle grâce au pèlerinage des Trois Croix fréquenté jusqu’à la Réforme.

### XIXe siècle et début du XXe

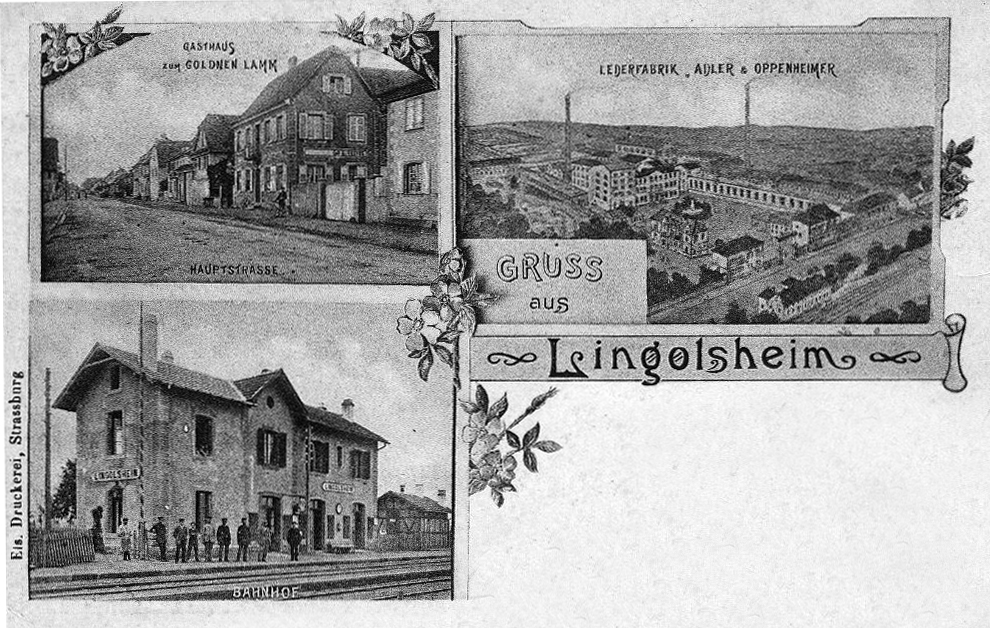
Lingolsheim vers 1900.

À la suite de la défaite de 1871, l'Empire Allemand annexe l’Alsace qui fit alors partie de la Terre d'Empire d'Alsace-Lorraine. La ville se modernise rapidement. Essor démographique, mutations économiques et urbanisation caractérisent cette période. 

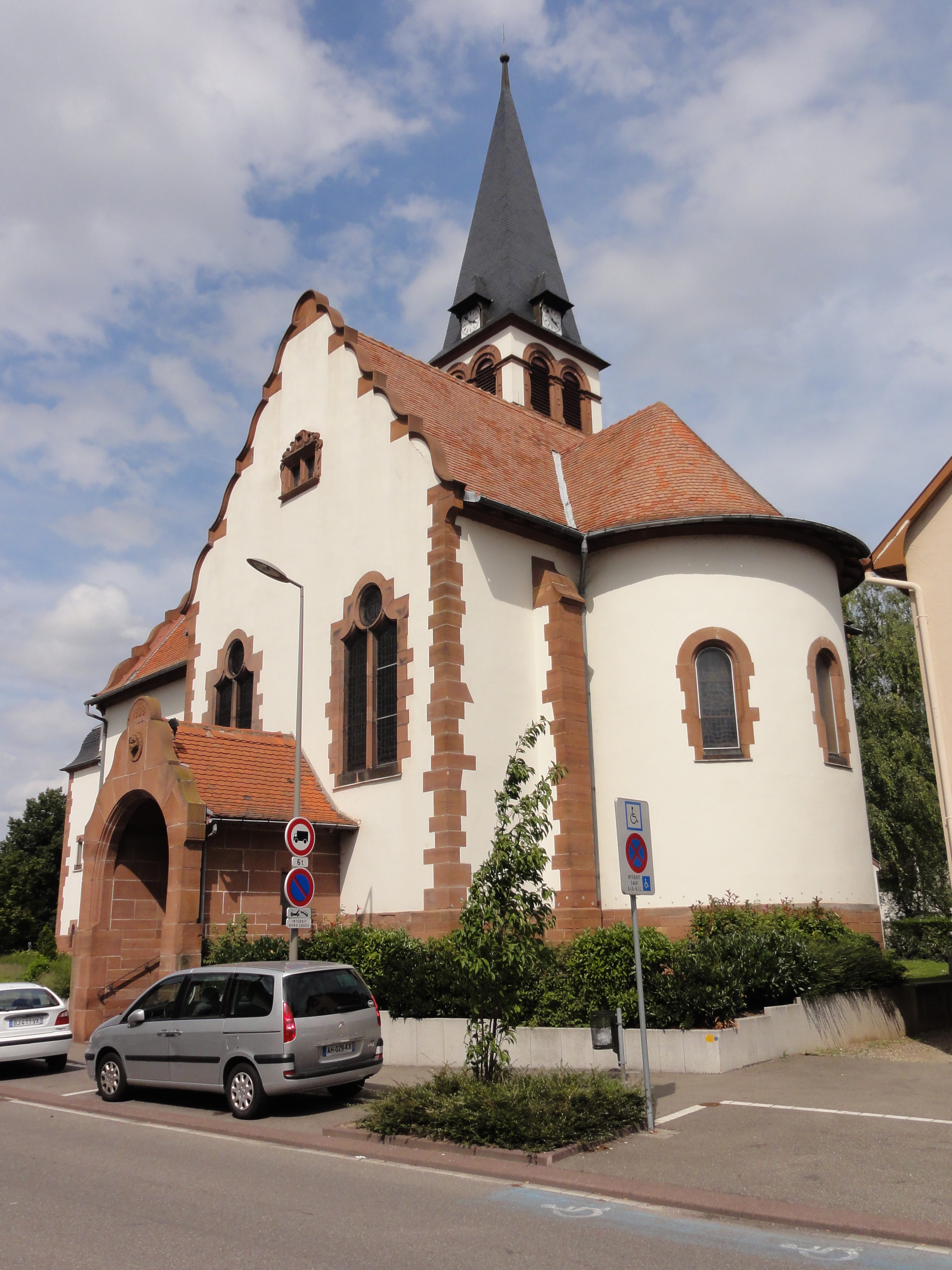
L'église protestante de la ville, construite par Gustave Oberthür.

De 1904 à 1907, l'architecte strasbourgeois Gustave Oberthür, construit l'église protestante, la mairie et l'école.
Cette modernisation a, en partie, été rendue possible par l’installation, à la fin du XIXe siècle, des Tanneurs Adler-Oppenheimer (de) et le développement fulgurant de l’entreprise. La ville devient « métropole du cuir » (voir liens externes). 2 000 ouvriers sont employés par l’entreprise en 1914.
Après la Première Guerre mondiale, l’Alsace est à nouveau française, l’entreprise est reprise par les Tanneries de France.
C’est également de cette époque que date le développement des sablières. Les sols de Lingolsheim, riches en sable rouge et blanc, sont exploités intensivement dès la fin du XIXe siècle.

### La Seconde Guerre mondiale
Si Lingolsheim fut peu touchée pendant la guerre de 1914-1918, il n’en fut pas de même lors de la Seconde Guerre mondiale. Les Tanneries, devant le danger imminent, sont évacuées à Rennes où elles resteront jusqu’à la fin des hostilités. Lingolsheim est incorporée au Großstraßburg à l’automne 1940. Les bâtiments des Tanneries sont transformés en un important atelier de réparation de chars. Lingolsheim est victime de plusieurs bombardements. La ville est libérée le 23 novembre 1944 par la [[2e division blindée (France)|2e DB]] de la France Libre.

### Deuxième partie du XXe siècle
Au cours des années 1960 a eu lieu la construction de grands ensembles d'habitation, classés comme zone urbaine sensible. De 2015 à 2024, le quartier Hirondelles-Alouettes est classé prioritaire mais quitte ensuite le dispositif.

## Économie
La multinationale mexicaine de matériaux de construction, Cemex, y possède une unité de béton prêt à l'emploi[réf. nécessaire].
Canberra, fabricant d'appareils de mesure dans le domaine du nucléaire, a implanté l'un de ses douze sites mondiaux à Lingolsheim.
Le groupe allemand Jungheinrich y a implanté son agence strasbourgeoise.
L'une des cinq implantations nationales du Groupe Sigma se trouve à Lingolsheim.
Octapharma exploite deux sites (dont un logistique) à Lingolsheim.
Lingolsheim accueille également l'entreprise Moi, moche et bon.

## Population et société

### Démographie
L'évolution du nombre d'habitants est connue à travers les recensements de la population effectués dans la commune depuis 1793. Pour les communes de plus de 10 000 habitants les recensements ont lieu chaque année à la suite d'une enquête par sondage auprès d'un échantillon d'adresses représentant 8 % de leurs logements, contrairement aux autres communes qui ont un recensement réel tous les cinq ans,.

En 2022, la commune comptait 20 683 habitants, en évolution de +11,38 % par rapport à 2016 (Bas-Rhin : +3,17 %, France hors Mayotte : +2,11 %).
| 1793 | 1800 | 1806 | 1821 | 1831 | 1836 | 1841 | 1846  | 1851  |
| ---- | ---- | ---- | ---- | ---- | ---- | ---- | ----- | ----- |
| 520  | 555  | 669  | 738  | 887  | 880  | 850  | 1 005 | 1 050 |

| 1856  | 1861  | 1866  | 1871  | 1875  | 1880  | 1885  | 1890  | 1895  |
| ----- | ----- | ----- | ----- | ----- | ----- | ----- | ----- | ----- |
| 1 080 | 1 157 | 1 231 | 1 341 | 1 442 | 1 436 | 1 473 | 1 707 | 1 784 |

| 1900  | 1905  | 1910  | 1921  | 1926  | 1931  | 1936  | 1946  | 1954  |
| ----- | ----- | ----- | ----- | ----- | ----- | ----- | ----- | ----- |
| 1 879 | 1 995 | 2 298 | 2 256 | 2 938 | 3 631 | 4 687 | 4 802 | 5 236 |

| 1962  | 1968  | 1975   | 1982   | 1990   | 1999   | 2006   | 2011   | 2016   |
| ----- | ----- | ------ | ------ | ------ | ------ | ------ | ------ | ------ |
| 7 738 | 8 287 | 10 479 | 14 688 | 16 480 | 16 860 | 16 784 | 16 703 | 18 569 |

| 2021   | 2022   | - | - | - | - | - | - | - |
| ------ | ------ | - | - | - | - | - | - | - |
| 20 266 | 20 683 | - | - | - | - | - | - | - |

### Enseignement et recherche

#### Enseignement supérieur
Un établissement privé de l'enseignement supérieur se situe sur le parc d'activité dit : Parc Club des Tanneries. Il s'agit d'une antenne du groupe Cesi, une école d'ingénieur.

#### Enseignement secondaire et primaire
La ville possède 3 écoles maternelles, 3 écoles élémentaires, et 3 écoles primaires (de la maternelle à l'élémentaire), chacune offrant un service de restauration scolaire et de garderie et 2 collèges d’enseignement secondaire. Elle possède un réseau bilingue franco-allemand permettant une formation dans les deux langues, de la maternelle au collège.

#### Enseignement culturel

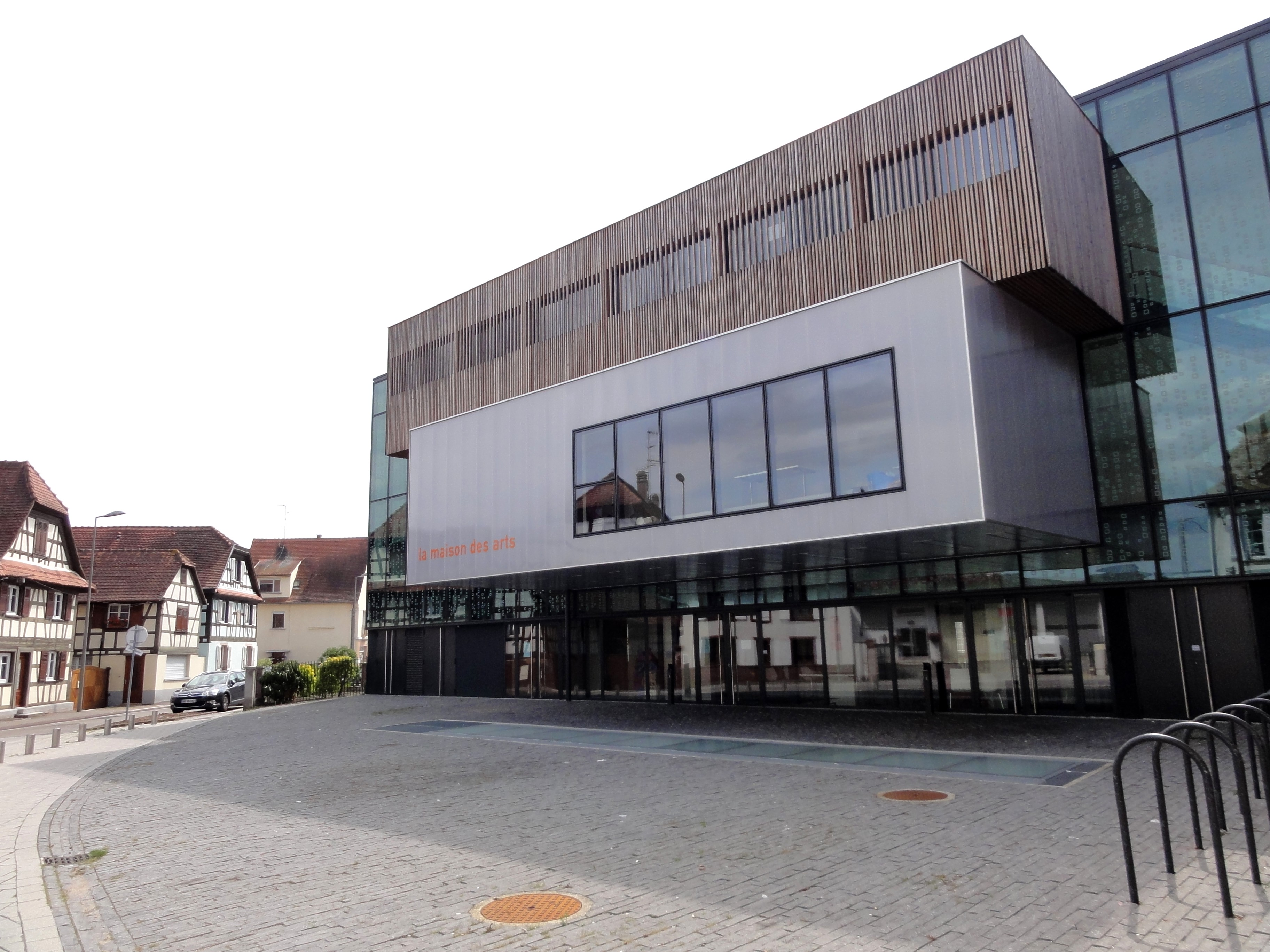
La Maison des Arts de Lingolsheim.

La ville possède une école d'art et de musique, La Maison des Arts, située au centre-ville non loin de la mairie, ainsi qu'une école de danse, Le Studio, située à l'entrée de la ville depuis Strasbourg.

### Culture
La Médiathèque Ouest - Gisèle Halimi, qui est l'une des quatre médiathèques appartenant directement à l'Eurométropole de Strasbourg, se situe à Lingolsheim.

## Culture locale et patrimoine

### Lieux et monuments
- La Gare de Lingolsheim
- Les Tanneries
- La piscine Tournesol de Lingolsheim est construite en 1980 d’après le modèle mis au point par l'architecte Bernard Schoeller, puis rénové en 2014 par l’agence d'architecture Urbane Kultur[40]. Cette architecture est représentative du programme « 1000 piscines » et des modèles issus du concours d’idées « piscines économiques » lancé en 1969. De nombreuses piscines de ce programme sont démontés partout en France mais celle de Lingolsheim a été brillamment rénovée et mise aux normes actuelles. En 2023, la piscine Tournesol de Lingolsheim a obtenu le label « Architecture contemporaine remarquable »[41] attribué par le ministère de la Culture français à des œuvres de moins de 100 ans.

### Personnalités liées à la commune
- Yves Bur (1951), ancien maire de Lingolsheim (1995-2020), ancien président de l'UMP du Bas-Rhin (2003-2008), député (1995-2012) et vice-président de l'Assemblée nationale (2004-2007).
- Laura Flippes (1994), joueuse de handball, a débuté le handball dans le club de Lingolsheim où elle a joué jusqu'en 2005.
- Nathalie Gendron (1967), coureuse cycliste, championne du monde du contre-la-montre par équipes est née à Lingolsheim.
- René Hauss (1927-2010), joueur et entraîneur de football, double vainqueur de la Coupe de France (en tant que joueur), triple vainqueur du Championnat de Belgique (en tant qu'entraîneur) est né à Lingolsheim.
- Paul-Henri Mathieu (1982), joueur de tennis, est originaire de Lingosheim et a fait ses débuts dans le club de tennis municipal.
- Rafael Gómez Nieto (1921-2020), dernier survivant de la Nueve, 9ème compagnie du régiment de marche du Tchad de la France Libre, décédé pendant la Pandémie de maladie à coronavirus le 30 mars 2020 à Strasbourg.
- Stéphane Wagner (1979), joueur de basket-ball, a débuté le basket-ball dans le club de Lingolsheim où il a joué de 1985 à 1997.

### Héraldique
| Blason de Lingolsheim | Blason  | D'argent à la croix pattée alésée de gueules. |
| Blason de Lingolsheim | Détails |                                               |